# やしきたかじんプロデュース
やしきたかじんプロデュース（やっぱ、OSAKA）は、テレビ大阪の開局25周年記念特別番組として、2007年3月10日の18:30～20:54（JST）に放送されたバラエティ番組である。ハイビジョン制作。

## 内容
やしきたかじんのプロデュースによる企画（通称「たかじんプロデュース」）の一環として、大阪が抱える問題・大阪の将来を真面目に考えたり、大阪に関する「知る人ぞ知る実話」を伝えたりする目的で放送。大阪府庁の玄関ロビーを特別に借り切ったうえで、たかじんと大阪に縁のある著名人や、テレビ大阪より早く開局した在阪民放テレビ局の名物OB（元プロデューサー）がトークを展開した。
製作発表や事前番組の時点では「全国向けの放送」と勘違いされる向きもあったが、実際には大阪ローカルで放送。番組の後半には、海外で活躍する大阪出身者への密着取材の模様を、VTRで紹介している。

## 出演者
- やしきたかじん（ゼネラルプロデューサー兼総合司会、放送終了後の2014年1月3日に永眠）
- 藤山直美
- 桂米朝（放送後の2015年に永眠）
- 桂ざこば
- キダ・タロー
- 宮根誠司
- 飯星景子
- 勝谷誠彦（放送後の2018年に永眠）
- 国定浩一
- 浜口順子

以下の人物はいずれも、テレビ大阪を除く在阪民放テレビ局の元プロデューサー。出演パートでは、やしきの進行の下に、在籍した局の開局事情から担当した番組の裏話まで語り合っていた。
- 渡邊一雄（毎日放送OB、放送後の2010年に永眠）
- 山内久司（朝日放送OB、同局顧問、放送後の2014年に永眠）
- 梁典雄（関西テレビOB、放送後の2011年に永眠）
- 広田基（読売テレビOB）

以下に挙げる松竹芸能所属の芸人はいずれも、エンディングに飛び入りで出演。
- 酒井くにお・とおる
- 海原はるか・かなた
- 横山たかし・ひろし

以下の人物はいずれも、ナレーションを担当。
- 松尾貴史
- 橋本のりこ

## スタッフ
- 企画・ゼネラルプロデューサー : やしきたかじん
- 企画 : テレビ大阪開局25周年実行委員会
- 構成 : 上田信彦、渡邊仁
- リサーチ : 沢野緑、貝島純一(AZITO)
- CAM（カメラマン） : 軽森英樹、吉岡英知、印田英樹、置塩勝也
- 音声 : 清水俊孝、越中丈司
- 照明 : 東野巧
- 美術 : 川原義典
- 編集 : 板野元秀（スタジオ・ビーアンドエム）
- MA（マルチオーディオ編集） ／ SE（サウンドエフェクター） : 久保秀夫（戯音工房）
- CG制作 : 井口和俊（スタジオ・ビーアンドエム）
- メイク : ビーム
- 編成 : 清原寛(TVO)
- 番宣 : 森岡宣喜(TVO)
- AD（アシスタントディレクター） : 村田竜彦(BOY'S)
- 演出 : 松山源一・桝田貴幸・一色啓人・上瀧孝博(BOY'S)、日置圭信・筧友秀・前田知秀(x1)
- 総合演出 : 砂野信(AZITO)
- プロデューサー : 岡本宏毅(TVO)、相原康司・三浦真理子(BOY'S)、鎌迫敏弘・藤河慶子(x1)、井関猛親(AZITO)
- チーフプロデューサー : 徳岡敦朗(TVO)
- ロケ協力 : 大阪府庁、天保山大観覧車、ほてい
- 協力 : P.I.S、AZITO、松竹株式会社、テーク・ワン、エル・up、GREEN ART、ark japan、光学堂、ウイズ・ユー、スタジオ・ビーアンドエム、イングス、戯音工房、TV COOP  La-vieHawaii
- 制作協力 : BOY'S、エックスワンx1
- 製作著作 : テレビ大阪

## 事前番組
- 2007年3月5日～9日の深夜24:53～25:00（通常は、ミニ音楽番組『NUDE』が放送されている時間帯である。）

※深夜の放送のため、実質の日付は3月6日～10日未明の0:53～1:00に放送されている。
- 2007年3月10日 13:25～13:55